# 氢化(二甲基膦基甲基)四(三甲基膦)合钨
氢化(二甲基膦基甲基)四(三甲基膦)合钨是一种配位化合物，化学式为W(PMe3)4(η2-CH2PMe2)H，其中钨具有+2价。它对空气敏感，易被氧化。
它最初在1983年通过六氯化钨（WCl6）、三甲基膦（PMe3）和钠在氮气环境中反应制得。它也可由WCl6和过量PMe3在氢气作为氧化剂时反应得到，该反应会生成少量W(PMe3)5H2。